# Plac Powstańców Warszawy we Wrocławiu

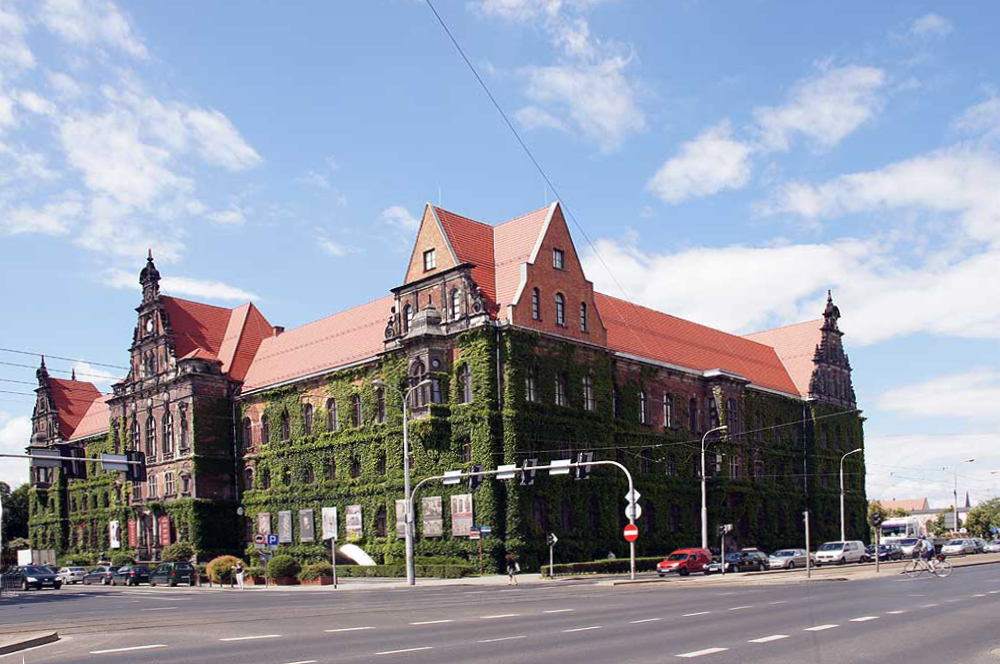
Budynek muzeum od strony placu.

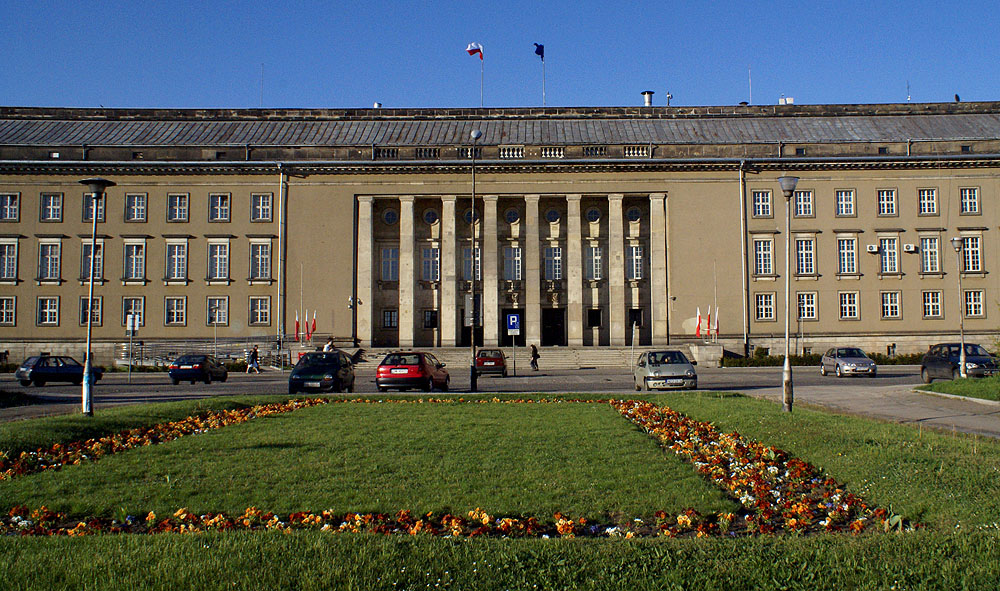
Skwer przez Dolnośląski Urząd Wojewódzki.

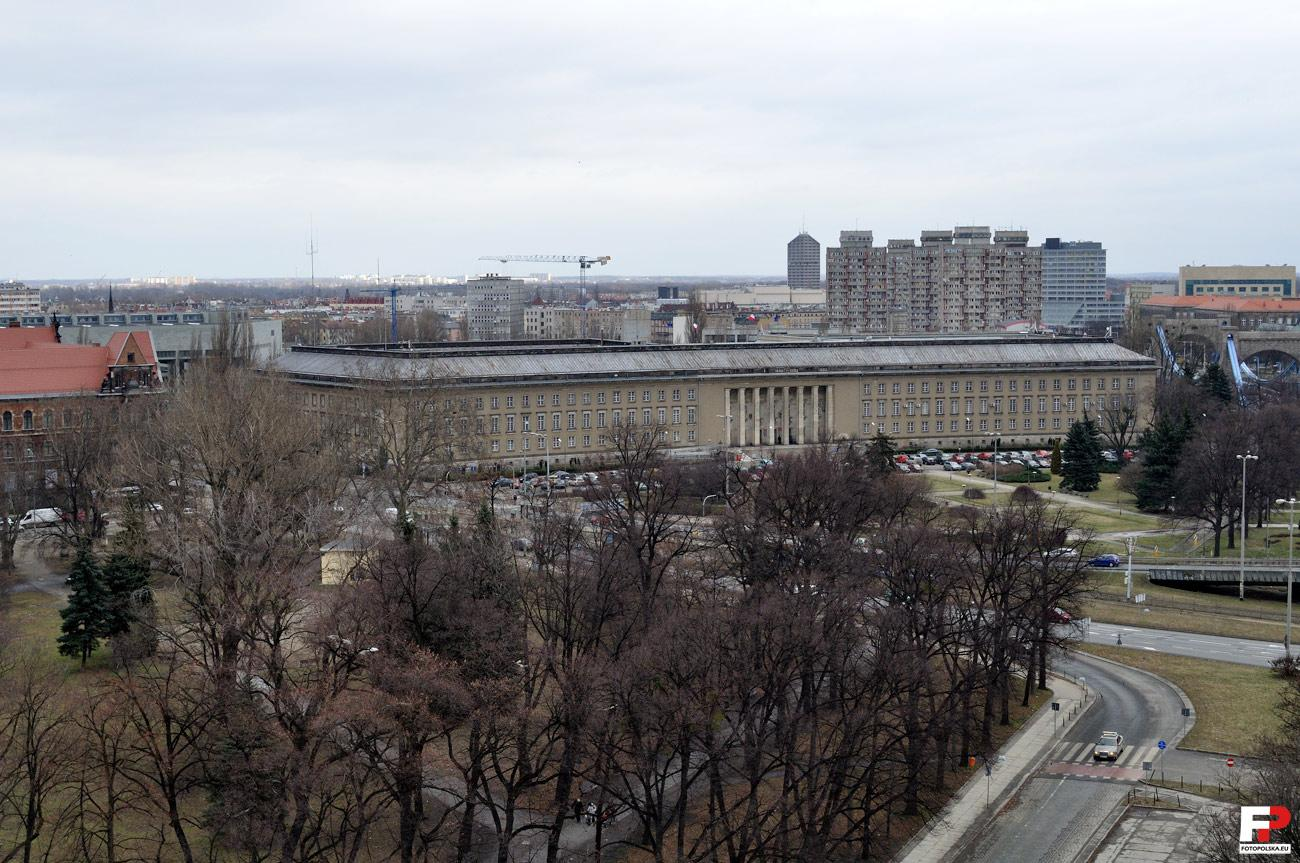
Fragment parku i plac.

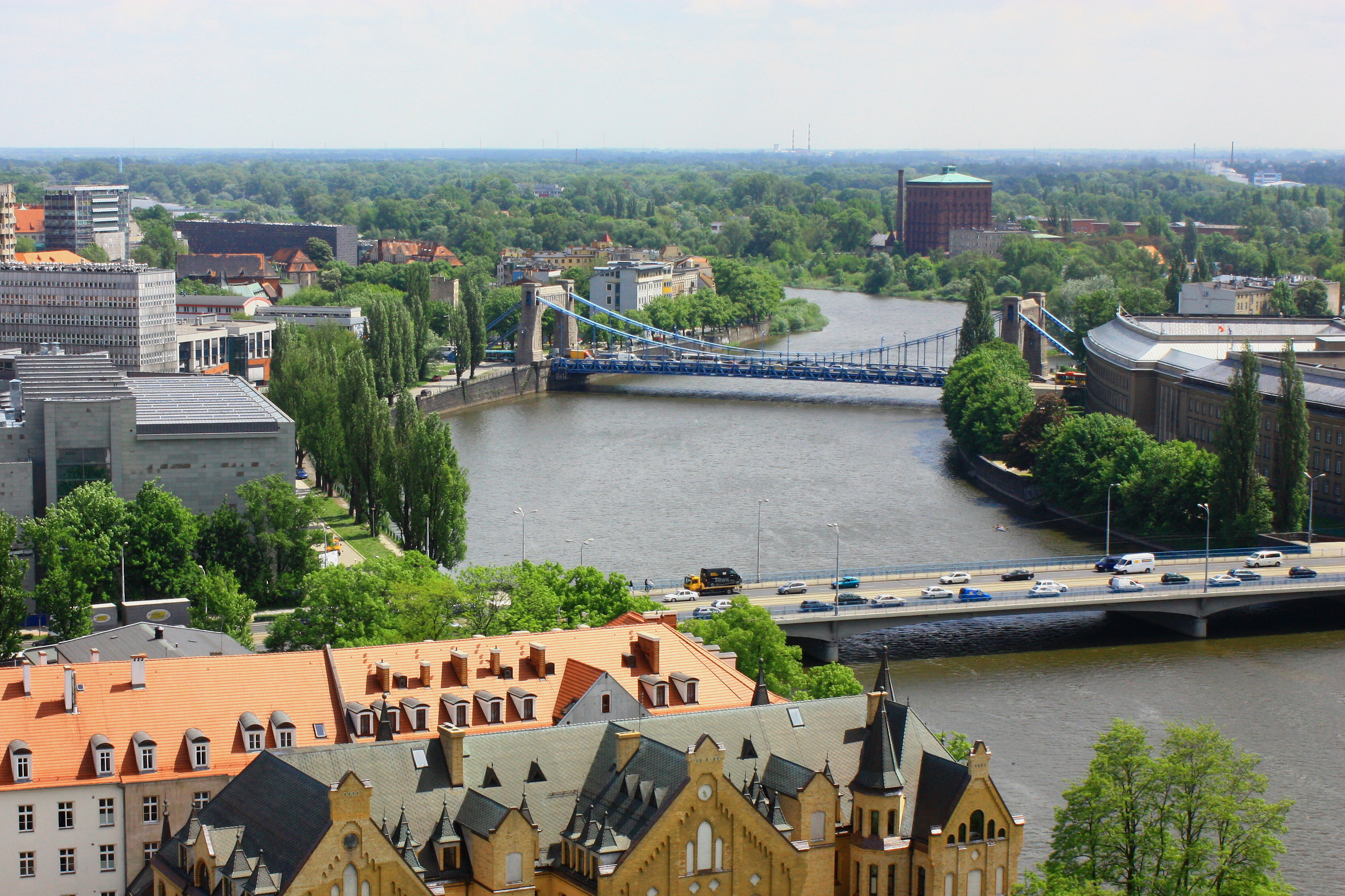
Odra górna, Most Pokoju i Grunwaldzki, budynek Nowej Rejencji (Dolnośląski Urząd Wojewódzki).

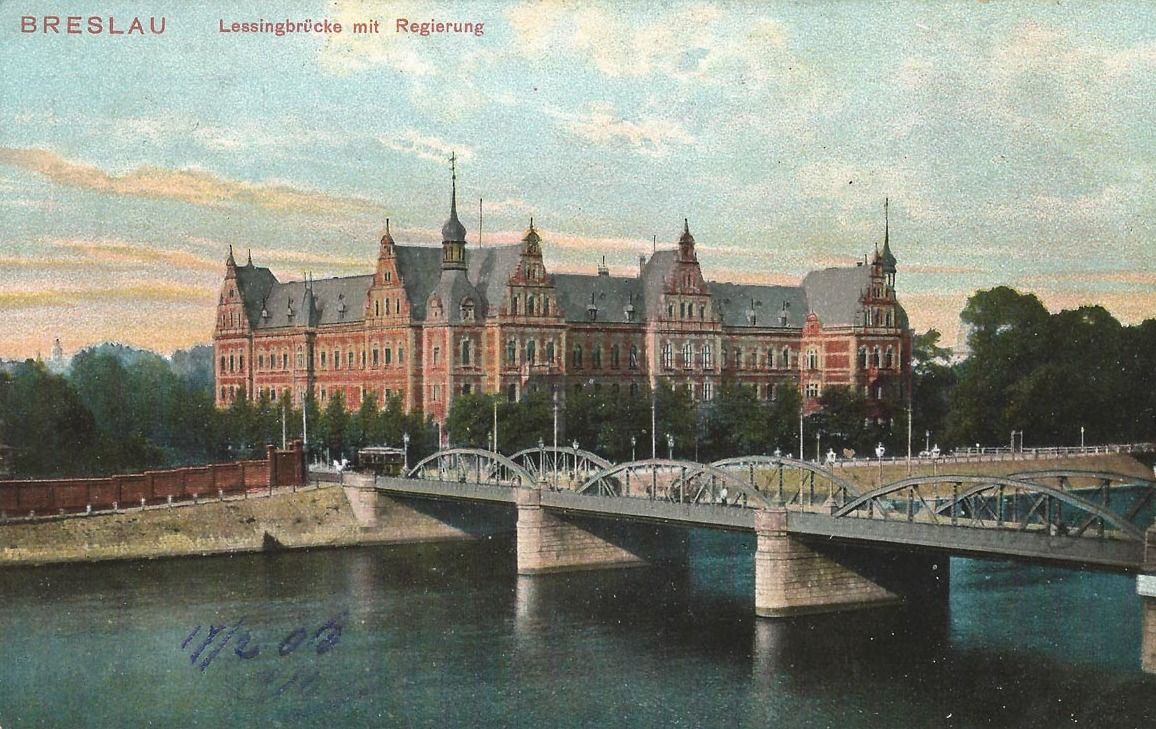
Lessingbrücke i Stara Rejencja.

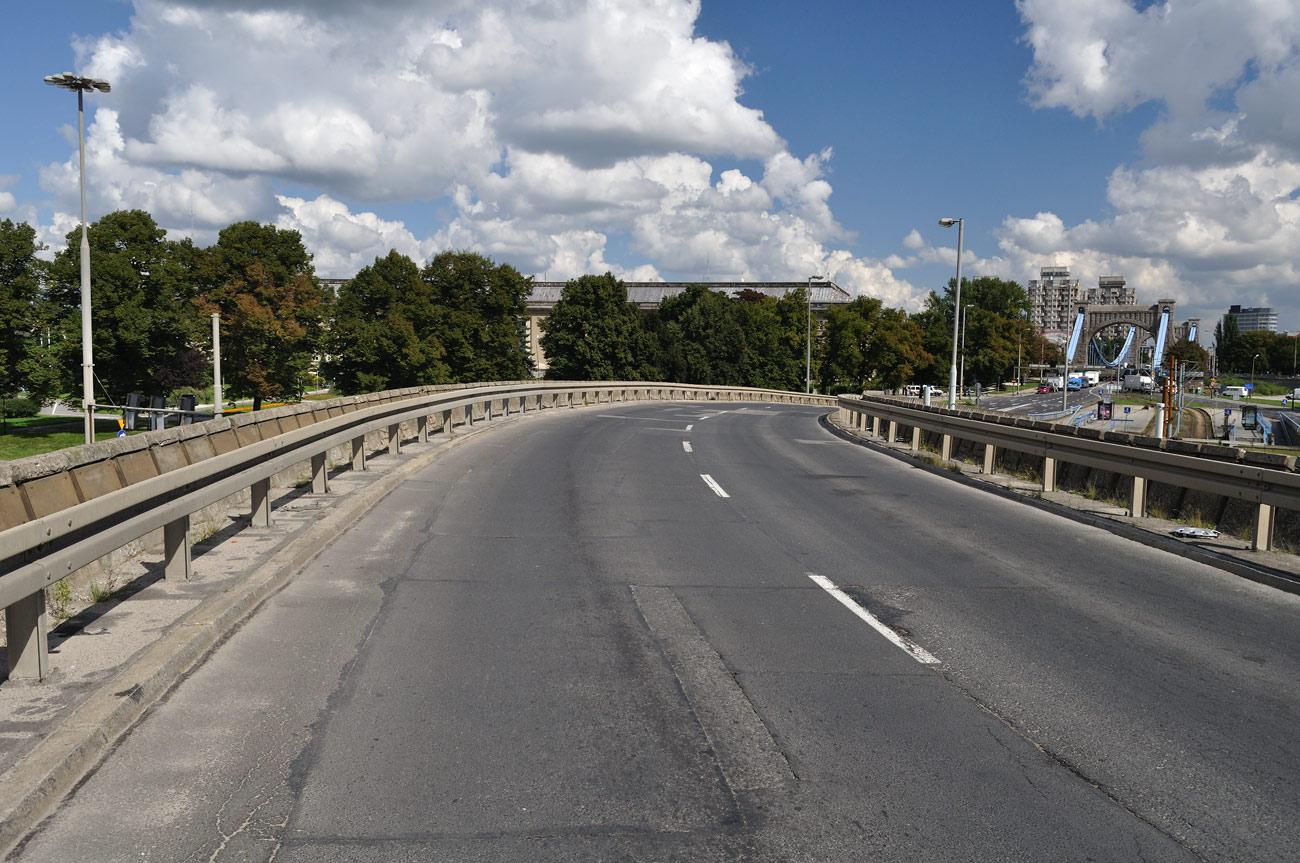
Estakada na placu Społecznym: dalej plac Powstańców Warszawy, budynek Dolnośląskiego Urzędu Wojewódzkiego i Most Grunwaldzki.

Plac Powstańców Warszawy (Holz Platz , Lessingplatz, plac Jana Ursyna Niemcewicza, plac Wojewódzki, plac Wojewody Stanisława Piaskowskiego) – plac we Wrocławiu położony w obrębie Starego Miasta (Altstadt), w jego części nazywanej Wrocławskim Nowym Miastem (Neustadt). Przy placu położone są między innymi: siedziba Muzeum Narodowego we Wrocławiu w budynku Starej Rejencji  oraz budynek Nowej Rejencji Wrocławskiej, będący obecnie siedzibą Dolnośląskiego Urzędu Wojewódzkiego we Wrocławiu .

## Historia
Pierwotnie teren obecnego placu leżał w obszarze pomiędzy korytami rzek: Odry (Oder) oraz Oławy (Ohle), która ówcześnie zasilała fosę miejską i oddzielała ten teren od Przedmieścia Oławskiego. Trzeci, zachodni bok tego obszaru o kształcie zbliżonym do trójkąta stanowiły fortyfikacje tzw. Nowego Miasta. Fortyfikacje miejskie w tym rejonie zostały zburzone w 1807 roku (lub w 1806 r., a w 1808 r. nastąpiło włączenie do Wrocławia graniczącego z placem Przedmieścia Oławskiego). Powstała wówczas Promenada Staromiejska biegnąca przez teren współczesnego Parku Juliusza Słowackiego, a także Wzgórze Polskie w miejscu dawnego bastionu, tzw. Bastionu Ceglarskiego i Bramy Ceglarskiej.
W drugiej połowie XIX wieku przeprowadzono tu szereg inwestycji znacznie zmieniających charakter tego obszaru:
- 1865 r.: budowa gazowni miejskiej[2] (1864 r., gazownia nr 2[17][18])
- 1872-1875 r.: budowa mostu ówcześnie nazwanego mostem Lessinga, Lessingbrücke (obecnie w tym miejscu znajduje się współczesna przeprawa – Most Pokoju)[2][19][20]
- 1876 r.: regulacja ujścia Oławy, polegająca na jego przeniesieniu nieco wyżej biegu Odry i zasypaniu koryta biegnącego od fosy, z dawnego koryta pozostała jedynie Zatoka Gondol, Gondelhafen[2][21] (lub w latach: 1884  r.[11], a w 1886 r. uporządkowanie zatoki[21]; lata 80. XIX wieku[13])
- 1877 r.,: budowa miejskiej sali gimnastycznej[2][22]
- 1883-1886 r.: budowa Starej Rejencji (Regierung der Provinz Schlesien) wg projektu Karla Friedricha Endella (obecnie Muzeum Narodowe)[2][6].
- 1886 r.: projekt J. Lösenera parku jako poszerzenia Promenady Staromiejskiej (Promenaden) w miejscu zasypanej fosy[16]
- 1887 r.: utworzenie parku (obecnie Park Juliusza Słowackiego)[16].

Kolejne zmiany w zagospodarowaniu tego obszaru przyniósł XX wiek:
- 1902 r.: projekt Richarda Plüddemanna obejmujący nowy most i ratusz[2][8]
- 1907 r.: zamknięcie gazowni w związku z powstaniem nowej, o odpowiedniej wielkości, gazowni na Tarnogaju[2][17] (lub w 1906 r.[17])
- 1910 r.: oddanie od użytkowania mostu, ówcześnie nazwanego Cesarskim, Kaiserbrücke, budowanego w okresie od lutego 1908 r. do września 1910 r. (obecnie Most Grunwaldzki)[2][23][24]
- 1919-1921 r.: projekt Maksa Berga obejmujący budowę pierwszego we Wrocławiu wieżowca o ekspresjonistycznej architekturze, projekt w kilku wersjach przewidywał budynek o 20 do 40 pięter, w który mieścił by się między innymi ratusz oraz Muzeum Rzemiosł Artystycznych[2][8]
- 1927 r.: ogłoszenie przez zarząd miejski konkursu na gmach Urzędu Miejskiego i budynek straży pożarnej[2]
- 1928 r.: projekt H. Altohoffa i A. Müllera Technisches House[2]
- 1935-1937 r.: projekt Nowej Rejencji (projekt Felixa Bräulera przy współpracy G. Kühna, H. Böhma, R. Koniwarza)[8]
- 1936-1939 r.: budowa budynku Nowej Rejencji (Neue Regierung)[2][8] (1939-1945[8]).

## Nazwy placu
W swojej historii plac nosił następujące nazwy:
- Holz Platz[1]
- Lessingplatz[c] (do 1945 r.)[2][3]
- Jana Ursyna Niemcewicza (do 15.11.1945 r.)[3]
- Wojewódzki (15.11.1945 r. – 7.11.1946 r.)[3]
- Wojewody Stanisława Piaskowskiego (7.11.1946 r. – 11.12.1951 r.)[3]
- Wojewódzki[d] (ponownie: 11.12.1951 r. – 7.08.1957 r.)[3]
- Powstańców Warszawy (od 7.08.1957 r.)[2][3].

## Układ komunikacyjny
Plac Powstańców Warszawy obejmuje ulice klasy głównej i lokalnej biegnące od Placu Społecznego i Alei Juliusza Słowackiego do ulicy Jana Ewangelisty Purkyniego i dalej do Mostu Pokoju o łącznej długości 234 m, oraz ulicę lokalną przed budynkiem Dolnośląskiego Urzędu Wojewódzkiego biegnącą od Placu Społecznego (i Mostu Grunwaldzkiego) o długości 198 m. Przy skrzyżowaniu ulicy przypisanej do placu i ulicy Jana Ewangelisty Purkyniego znajduje się sygnalizacja świetlna. Przez plac ulicą od Placu Społecznego do Mostu Pokoju przebiega torowisko tramwajowe. W obrębie placu położony jest przystanek o nazwie "Urząd Wojewódzki" .

## Układ urbanistyczny
Na północ od placu położony jest gmach Starej Rejencji, w którym mieści się Muzeum Narodowe . Na północnym wschodzie leży monumentalny budynek Nowej Rejencji Wrocławskiej, w którym współcześnie mieści się Dolnośląski Urząd Wojewódzki . Za tymi obiektami znajduje się koryto rzeki Odra. Na południu rozciąga się Plac Społeczny z dużym węzłem komunikacyjnym przez który przebiega droga krajowa nr 98, w ramach którego wybudowano między innymi dwie estakady drogowe i ciąg przejść podziemnych dla pieszych nr 2, 3, i 4. Natomiast przejścia podziemnego nr 1 przy Placu Powstańców Warszawy nie zbudowano. Na zachód od placu rozciąga się Park Juliusza Słowackiego z Promenadą Staromiejską.
Według różnych koncepcji, w tym Rady Miasta Wrocławia, zawartych między innymi w miejscowym planie zagospodarowania przestrzennego z 2010 r. obecny układ ulic, zabudowy i zagospodarowania terenów obszaru placu Powstańców Warszawy, a przede wszystkim placu Społecznego oraz placu Generała Walerego Wróblewskiego mają ulec radykalnej zmianie. Plany obejmują między innymi zabudowę mieszkalno-usługową i usługową dla niezabudowanych obecnie terenów  oraz przebudowę układu ulic , w tym wybudowanie ulic głównych jako ulice podziemne .

## Obiekty zabytkowe
Przy placu Powstańców Warszawy położony jest budynek Starej Rejencji, a obecnie siedziba Muzeum Narodowego z lat 1883-1886, który został uznany za zabytek i wpisany do rejestru zabytków 24.07.1976 roku pod nr rej.: A/5258/325/Wm. Budynek przeznaczony był pierwotnie na biura i mieszkania Rejencji Wrocławskiej. Jego budowę zakończono w 1886 r.. Został zaprojektowany przez Karla Friedricha Edella,
przy Promenadzie Staromiejskiej (jej północnym odcinku), gdzie tworzy wraz z innymi monumentalnymi gmachami efektowną panoramę miasta. Sam obiekt prezentuje układ XVI wiecznych, niemieckich założeń pałacowych z nawiązaniem do form renesansu. Określa się, że jego styl jest przejawem poszukiwania niemieckiego stylu narodowego po zjednoczeniu Niemiec w 1871 r..
Natomiast budynek Nowej Rejencji Wrocławskiej, w którym obecnie mieści się Dolnośląski Urząd Wojewódzki, wpisany jest do ewidencji gminnej i wojewódzkiej. Budynek ten to gmach o 3 kondygnacjach nadziemnych, z monumentalnym portykiem, neoklasycystyczny, z architekturą typową dla okresu III Rzeszy. Nawiązuje ona do Nowej Kancelarii Rzeszy w Berlinie. Jego projektantem był Felix  Bräuler, przy współpracy G. Kühna, H. Böhma, Richarda Koniwarza.
W ewidencjach tych widnieje także przylegający do placu Park Juliusza Słowackiego.